# Marco Schöni
Marco Schöni (* 12. Juli 1994) ist ein ehemaliger Schweizer Unihockeyspieler, welcher beim Nationalliga-A-Verein Ad Astra Sarnen unter Vertrag stand.

## Karriere
Schöni stammt aus dem Nachwuchs des Ad Astra Sarnen und spielte bis zu seinem Karriereende 2021 für Ad Astra Sarnen. 2012 schaffte Schöni mit Sarnen den Aufstieg in die Nationalliga B und sieben Jahre später den Aufstieg in die höchste Schweizer Spielklasse.